# Sage von der Wunschhöhle bei Arosa

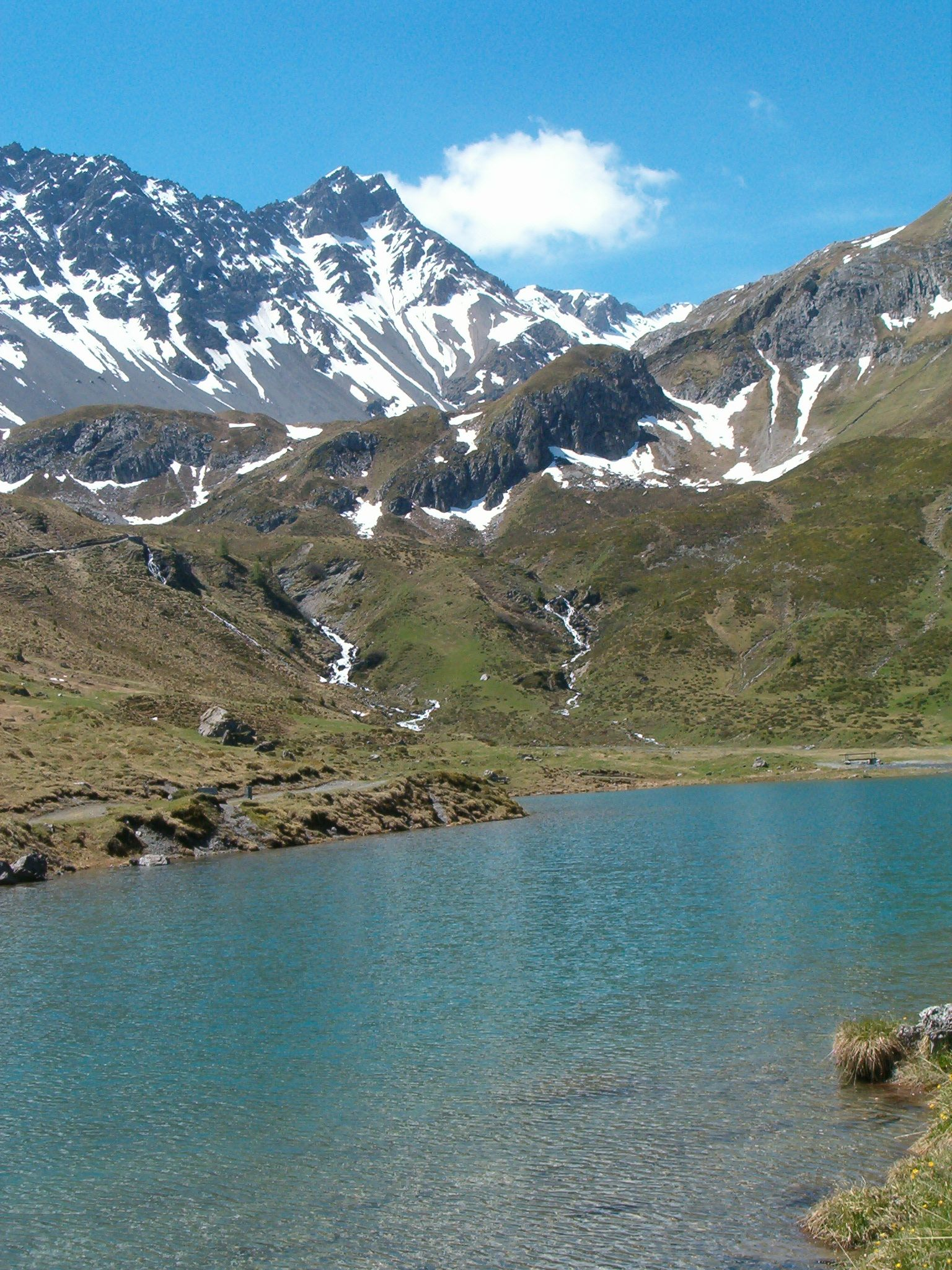
Der Schauplatz der Sage: die Gegend des Schwellisees mit dem Erzhorn dahinter

Die Sage von der Wunschhöhle bei Arosa ist in Graubünden im hintersten Schanfigg beim Schwellisee beheimatet.

## Inhalt
In früherer Zeit wuchs oberhalb des kleinen Dorfes Arosa, südwestlich der Mutta und unweit vom Schwellisee, ein «Ziernüsslibaum». Im weiten Umkreis von diesem stand ansonsten keine einzige Arve mehr, bis zu einer halben Stunde musste man bis zum nächsten Baum wandern. 
Nur diese eine Arve mit Namen Muttenbaum ragte mit weit ausladender Krone in den Himmel. Unter ihren Wurzeln sprudelte Quellwasser. 
Seitlich vom Baum befand sich ein Eingang mit einer Eisentüre, die mit einem goldenen Schlüssel zu öffnen war, welcher von Glückskindern in der Quelle gefunden werden konnte.  
In der Höhle wartete ein Männlein mit weissem Bart und hiess den Eintretenden ihm zu folgen. Es führte den Besucher in einen von Gold und Edelsteinen geschmückten und dadurch taghell leuchtenden Raum.
Dort nun stellte das Männlein den Gast vor eine dreifache Wahl: er konnte sich entscheiden für einen Berg aus Diamanten und Gold, für eine goldbehauene «Plümpe» (Walserdeutsch für «Kuhglocke») oder für eine verzauberte Jungfrau von besonderer Anmut.
Die Entscheidung für Gold und Edelsteine macht den Besucher schlagartig reich, doch ansonsten wird ihm wenig Glück beschieden sein. Die Wahl der Kuhglocke bringt ihn in Besitz des prächtigsten Viehs weit und breit, doch auch dieser Erwerb wird den Besitzer nicht glücklich machen. Nur die Wahl der Jungfrau, die dadurch vom Zauberbann erlöst wird, führt zu lebenslangem Glück.
Der Sage nach betrat als Letzter ein junger Kuhhirte (ein «Kühjer») die Zauberhöhle. Er liebte das Vieh und das freie Sennenleben, so dass ihm die Wahl nicht schwerfiel: er nahm die Plümpe. Diese Entscheidung nahm ihm aber die verschmähte Jungfrau übel. Das wundervolle Vieh starb ihm über das Jahr Stück für Stück weg, indem es am Erzhorn in die Tiefe stürzte. Der Bursche selbst starb jung und ohne die Liebe einer Frau erfahren zu haben.  

## Galerie

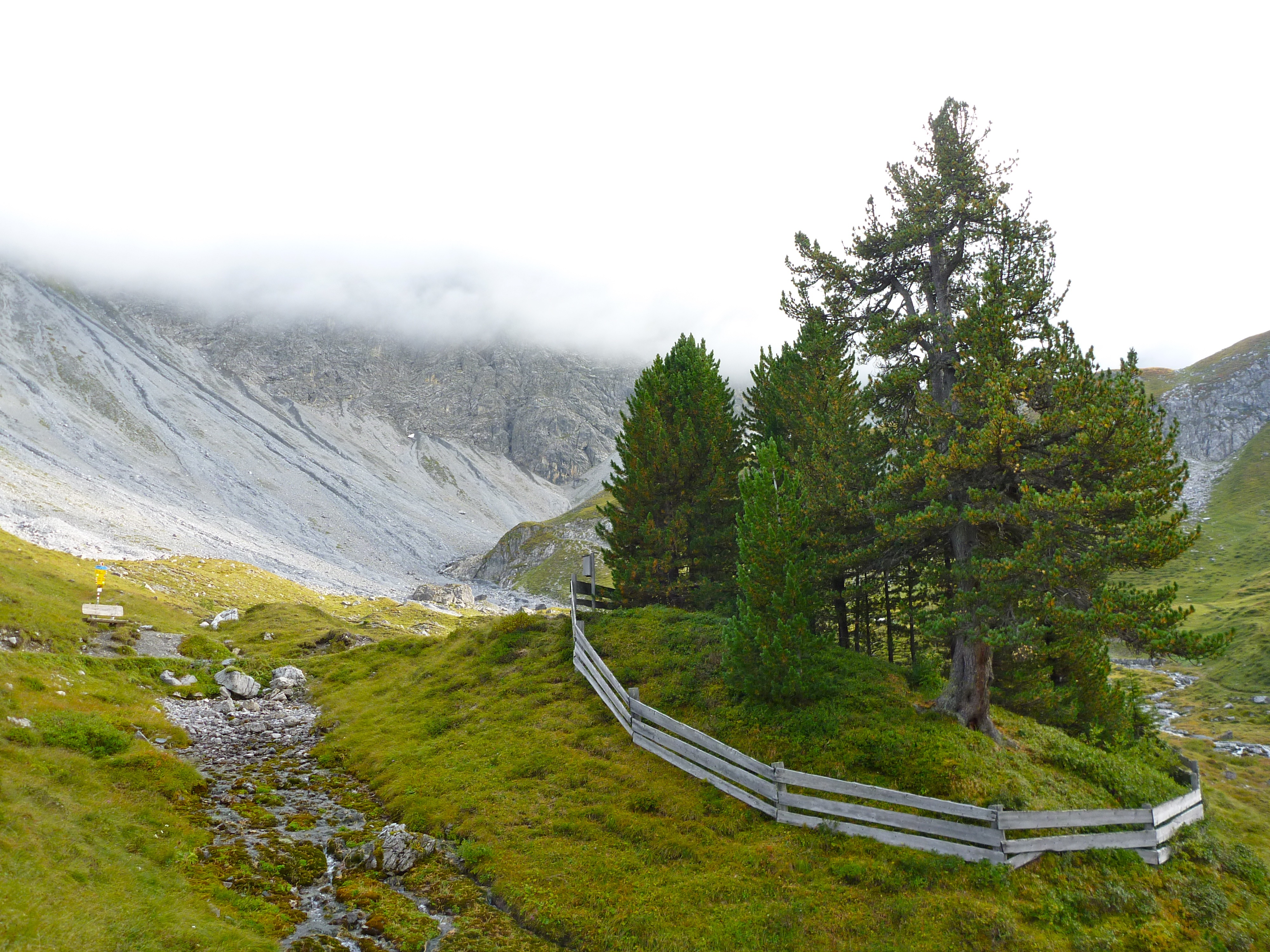
Die 1927 unter Schutz gestellten Arven zwischen Schwelli- und Älplisee
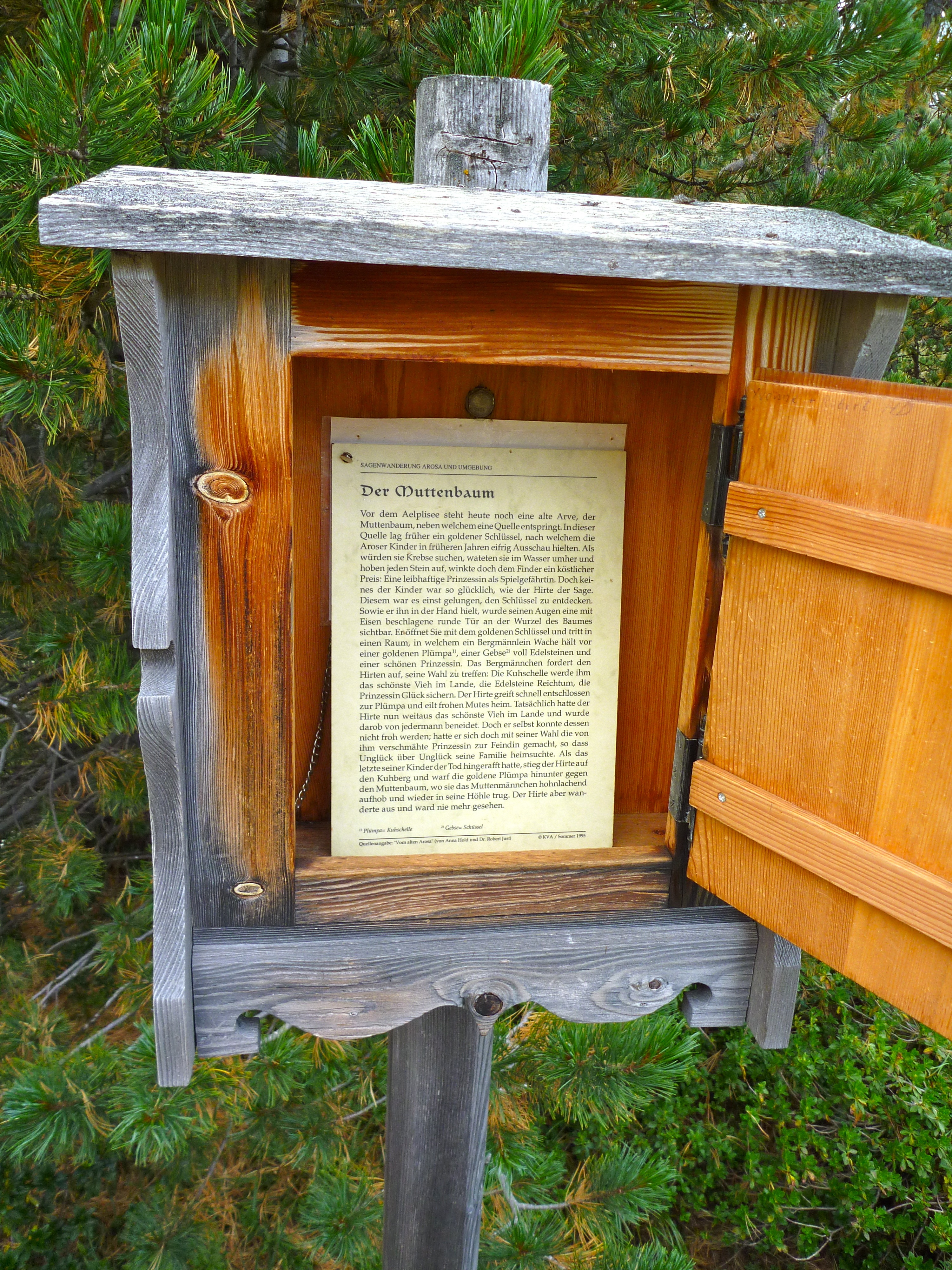
Sagenweg bei den Arven